# Birger Cederin
Gustaf Birger Hjalmarsson Cederin (* 20. April 1895 in Höreda; † 22. März 1942 in Stockholm) war ein schwedischer Degenfechter.

## Erfolge
Birger Cederin nahm an den Olympischen Spielen 1936 in Berlin teil, bei denen er nur im Mannschaftswettbewerb antrat. Gemeinsam mit Gustav Almgren, Hans Drakenberg, Gustaf Dyrssen, Hans Granfelt und Sven Thofelt erreichte er die Finalrunde, die die schwedische Equipe hinter Italien und vor Frankreich und Deutschland auf dem Silberrang abschloss.